# Jüdischer Friedhof (Anspach)
Der Jüdische Friedhof Anspach war ein jüdischer Friedhof in Anspach, einem Ortsteil von Neu-Anspach im Hochtaunuskreis in Hessen. 
Nahe der Synagoge lag der jüdische Friedhof von Anspach an der Ecke Hohlweg/Neue Pforte. Nachdem er 1863 voll belegt war und eine Erweiterung durch die Zivilgemeinde abgelehnt wurde, da er zu nah an der Wohnbebauung lag, wurde der jüdische Friedhof Anspach geschlossen und die jüdischen Einwohner Anspachs und aus Rod am Berg wurden im Jüdischen Friedhof Wehrheim beerdigt. Nach 1945 wurde das Gelände mit einem Wohnhaus bebaut. Es sind keine Grabsteine mehr erhalten. An den Friedhof erinnert die Flurbezeichnung „Judenwasen“.